# Умбра європейська
Умбра європейска, умбра звичайна, або собача риба (Umbra krameri) — вид родини умбрових (Umbridae) ряду щукоподібних (Esociformes). Раритетний вид, занесений до Червоної книги України та ряду інших природоохоронних документів.
У пониззі Дністра її називають халдод, бабошка або євдошка, а в Закарпатті — пецка, або пец-гол.

## Опис
Характерними ознаками виду є наявність короткого рила, поєднання нижньої щелепи з черепом перед заднім краєм ока, відсутність бічної лінії. Тіло видовжене, валькувате, голова тупа, рот невеликий, щелепи усіяні дрібними зубами з вістрями, напрямленими всередину порожнини рота. Очі великі, містяться у верхній частині голови. Тіло, зяброві кришки і майже вся голова вкриті великою лускою. Спинний плавець довгий, високий, розміщений у кінці другої третини тіла. Анальний плавець довгий, вузький, міститься під заднім кінцем спинного. Хвостовий плавець широкий, заокруглений.
Забарвлення тіла близьке до забарвлення водного середовища. Загальне тло забарвлення червоно-коричневе, спина темніша, боки світліші, черево жовтувате. На боках тіла світло-жовті смужки. На спинному і хвостовому плавцях — ряд темних смужок. На тілі і голові є темні плями.

## Поширення
Риби цього виду є в Україні лише в басейнах Дністра і Дунаю. Отже, умбра водойм України — це ендемічний вид, тобто такий, що зустрічається тільки в даній місцевості.
Умбри в окремих водоймах буває досить багато. Проте внаслідок осушення боліт і заплав вона зникає. 

## Особливості біології

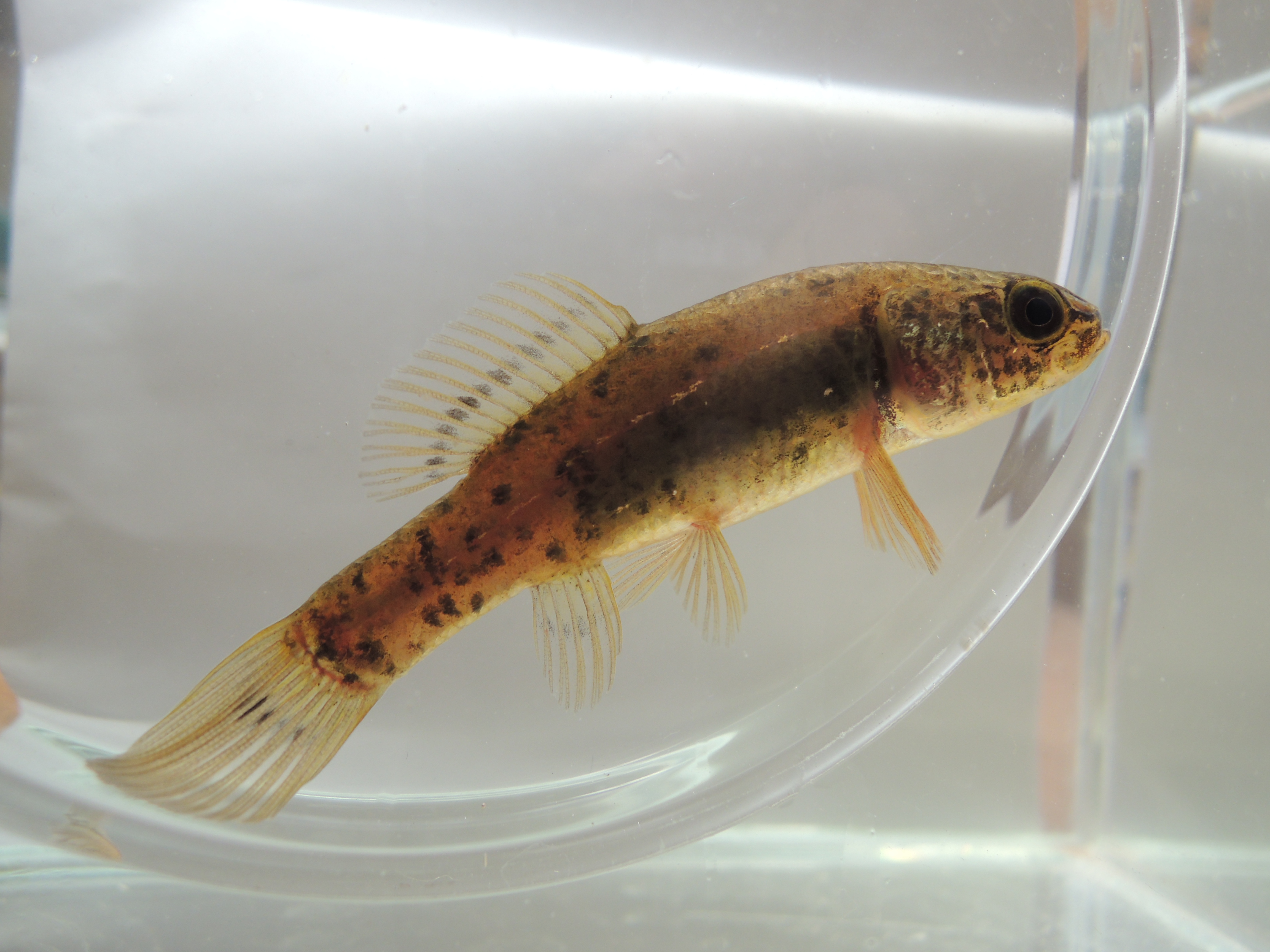
Umbra krameri з водойм України

Тримається табунцями. Живе на глибині 0,5—3 м. Вона добре витримує нестачу кисню у воді, використовуючи кисень повітря за допомогою плавального міхура, який укритий густою сіткою кровоносних судин. Завдяки цьому умбра може тривалий час жити в мулі при відсутності води. Основними біотопами її є водойми з повільною течією, заплавні озера, стариці, болота із заростями очерету, рогозу тощо. Дно в таких місцях замулене, вкрите великою кількістю перегниваючих решток рослин.
Разом з умброю живуть карась золотистий, плітка, гірчак, в'юн, краснопірка, вівсянка, колючка триголкова.
Живиться личинками комах, які живуть на дні, рачками, молюсками, личинками та мальками гірчака й вівсянки. 
Уже в кінці першого року життя, досягаючи завдовжки близько 5 см, починає розмножуватись. Відкладає вона від трьох-чотирьох сотень ікринок до 2 тис. діаметром 1 мм. Нерест відбувається в травні при температурі води +13… + 15°C. Самки будують гнізда, в які відкладають ікру. Гніздо має вигляд ямки, вистеленої рослинами. Відкладену ікру самиці охороняють. Працюючи плавцями, вони сприяють надходженню свіжої води, багатої на кисень. Одночасно самиці видаляють з гнізда ікринки, в яких не розвиваються ембріони. 
Період інкубації ікри триває близько десяти днів. Довжина личинок становить близько 6 мм. Якщо довжина трохи більша за 9 мм, личинки починають живитись природним кормом. Найінтенсивніше росте протягом першого року життя, досягаючи в середньому завдовжки 3,5 см. У наступні роки темп росту сповільнюється, і в чотирирічному віці риби досягають завдовжки в середньому 8 см, а зрідка й 13 см. Самці, як правило, менші від самиць і живуть не більш як три роки, тоді як самиці живуть до п'яти років.

## Охорона
В ряді регіонів в межах ареалу спостерігається тенденція до зниження чисельності популяції виду і тому він потребує охорони. Так, умбра звичайна занесена
до Червоної книги України (охоронна категорія: рідкісний вид), а також ряду міжнародних природоохоронних документів, зокрема до Червоного списку МСОП (вразливий вид), Європейського Червоного списку (вразливий), Додатку 2 Бернської конвенції (охоронна категорія: вид підлягає особливій охороні), а також до Резолюції 6 цієї ж конвенції. Крім того, вид охороняється Директивою Європейського Союзу 92/43/ЄС «Про збереження природних оселищ та видів природної фауни і флори» (Додаток II. Види рослин і тварин, що становлять особливий інтерес для Європейського Союзу, збереження яких потребує створення територій особливої охорони).

## Практичне значення
Є досить цікавою рибою для утримування в акваріумах.